# King Kong (film, 2005)
King Kong je americko-novozélandský dobrodružný film z roku 2005. Jde o remake filmově oblíbeného tématu s fiktivním zvířetem King Kongem původně z roku 1933 (King Kong). Režie se ujal Peter Jackson a scénáře Jackson, Philippa Boyens a Frank Walsh. Hlavní role ve snímku hrají Naomi Watts, Jack Black, Adrien Brody a Andy Serkis. King Kong se natáčel na Novém Zélandu od září 2004 do března roku 2005. Rozpočet filmu měl být původně 150 milionů dolarů, nakonec se však částka navýšila na 207 milionů dolarů. Celosvětové tržby však činily 550 milionů dolarů. Snímek získal pozitivní recenze od kritiků. Získal tři Oscary a to v kategoriích nejlepší zvuk, nejlepší střih zvuku a nejlepší vizuální efekty.

## Děj
Film se odehrává v 30. letech 20. století. Ambiciózní režisér chce natočit film „Ostrov lebek“ o příšerném netvorovi, gigantické gorile. Během natáčení mu je obětována herečka, do které se King Kong zamiluje. Filmaři toho využijí k jeho únosu do New Yorku, kde ho představují jako „8. div světa“. Film končí pádem mrtvé opice z Empire State Building.

## Obsazení
- Naomi Watts jako Ann Darrow
- Jack Black jako Carl Denham
- Adrien Brody jako Jack Driscoll
- Thomas Kretschmann jako kapitán Englehorn
- Colin Hanks jako Preston
- Jamie Bell jako Jimmy
- Andy Serkis jako Kong (pohyby) a Lumpy
- Evan Parke jako Benjamin Hayes
- Kyle Chandler jako Bruce Baxter
- John Sumner jako Herb
- Lobo Chan jako Choy
- Craig Hall jako Mike
- William Johnson jako Manny
- Mark Hadlow jako Harry
- Jed Brophy a Todd Rippon jako členové natáčecího štábu

## Přijetí

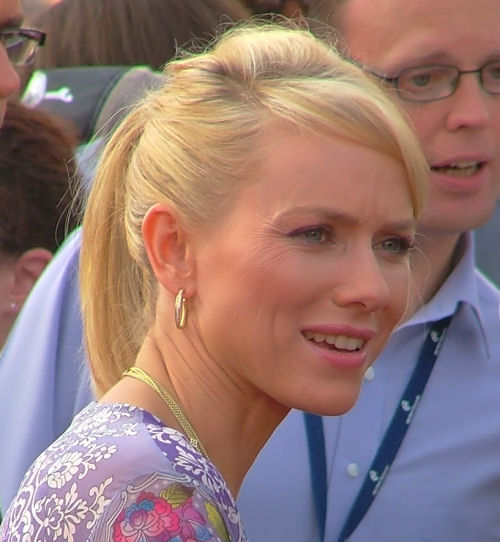
Naomi Watts na premiéře filmu ve Wellingtonu na Novém Zélandu.

### Tržby
Film vydělal 218 milionů dolarů v Severní Americe a 332 milionů dolarů v ostatních oblastech, celkově tak vydělal 550,5 milionů dolarů po celém světě. Rozpočet filmu činil 207 milionů dolarů. V Severní Americe byl uveden 14. prosince 2005 a za první den vydělal 9,7 milionů dolarů, za první víkend vydělal 50 milionů dolarů. Za rok 2005 se tak stal pátým nejvíce výdělečným snímkem. Z prodeje DVD získal přes 100 milionů dolarů za prvních šest dní v prodeji.

### Recenze
Film získal pozitivní recenze od kritiků. Na recenzní stránce Rotten Tomatoes získal z 258 započtených recenzí 84 procent s průměrným ratingem 7,7 bodů z deseti. Na serveru Metacritic snímek získal z 39 recenzí 81 bodů ze sta. Na Česko-Slovenské filmové databázi snímek získal 73%.

### Ocenění a nominace
| Ocenění                            | Kategorie                | Nominovaný                                                         | Výsledek  |
| ---------------------------------- | ------------------------ | ------------------------------------------------------------------ | --------- |
| Filmová cena Britské akademie      | Nejlepší výprava         | Grant Major, Dan Hennah a Simon Bright                             | nominace  |
| Filmová cena Britské akademie      | Nejlepší vizuální efekty | Joe Letteri, Brian Van’t Hul, Christian Rivers a Richard Taylor    | vítězství |
| Filmová cena Britské akademie      | Nejlepší zvuk            | Christopher Boyes, Michael Semanick, Michael Hedges a Hammond Peek | nominace  |
| Oscar                              | Nejlepší zvukové efekty  | Mike Hopkins a Ethan Van der Ryn                                   | vítězství |
| Oscar                              | Nejlepší zvuk            | Christopher Boyes, Michael Semanick, Michael Hedges a Hammond Peek | nominace  |
| Oscar                              | Nejlepší výprava         | Grant Major, Dan Hennah a Simon Bright                             | nominace  |
| Oscar                              | Nejlepší vizuální efekty | Joe Letteri, Brian Van’t Hul, Christian Rivers a Richard Taylor    | vítězství |
| St. Louis Film Critics Association | Nejlepší režie           | Peter Jackson                                                      | nominace  |
| St. Louis Film Critics Association | Nejlepší kamera          | King Kong                                                          | vítězství |
| Zlatý glóbus                       | Nejlepší režie           | Peter Jackson                                                      | nominace  |
| Zlatý glóbus                       | Nejlepší hudba           | James Newton Howard                                                | nominace  |